# Кьери
Кье́ри (итал. Chieri, пьем. Cher) — коммуна в Италии, в регионе Пьемонт, подчиняется административному центру Турин.
Население составляет 35649 человек (2008 г.), плотность населения — 595 чел./км². Занимает площадь 54 км². Почтовый индекс — 10023. Телефонный код — 011.
Покровителями коммуны почитаются Пресвятая Богородица (Madonna delle Grazie) и святой великомученик Георгий Победоносец, празднование во второй понедельник сентября.

## Демография
Динамика населения:

## Администрация коммуны
- Официальный сайт: http://www.comune.chieri.to.it/

## Известные уроженцы
- Джузеппе Авецана